# Drapacz chmur (film 2011)
Drapacz chmur (duń. Skyskraber) – duńska czarna komedia z 2011 roku oparta na scenariuszu i w reżyserii Rune Schjøtta.

## Opis fabuły
Niewidoma od urodzenia Edith (Marta Holm Peschcke-Køedt), córka sklepikarza, nie tylko nie odróżnia kolorów, nie dostrzega również drwiących uśmiechów rówieśników. Ma tylko jedno marzenie – stracić dziewictwo. Jon (Lukas Schwarz Thorsteinsson) ma 17 lat i jest zakałą sennego miasteczka. Jego ojciec miał kiedyś duży zakład i rządził okolicą. Jednak wypadek, do którego przyczynił się Jon, pozbawił go zarówno władzy, jak i męskości. Matka Jona jest fatalnym weterynarzem i opróżniając kolejne butelki, jeszcze gorszą panią domu. Ona także uważa, że wszystkiemu winien jest Jon. Pewnego dnia Jon i Edith postanawiają ukradkiem zasmakować dorosłego życia.

## Obsada
- Lukas Schwarz Thorsteinsson jako Jon
- Marta Holm Peschcke-Køedt jako Edith
- Lucas Schultz jako Ben
- Morten Suurballe jako Farmand
- Rikke Louise Andersson jako Vivi
- Lars Brygmann jako Helge
- Mads Riisom jako Fyr
- Emil Haugelund jako Gut
- Julie Grundtvig Wester jako Gravid pige
- Helena Wagn Ivansdottir jako Tøs
- Jeff Pitzner jako Pølse
- Anders Hove jako Buschauffør